# ایگل لیک (پنسیلوانیا)
ایگل لیک (به انگلیسی: Eagle Lake) یک منطقهٔ مسکونی در ایالات متحده آمریکا است که در شهرستان لاکاوانا، پنسیلوانیا واقع شده‌است. ایگل لیک ۱۲ نفر جمعیت دارد.